# Puer maculatus
Puer maculatus là một loài côn trùng trong họ Ascalaphidae thuộc bộ Neuroptera. Loài này được Olivier miêu tả năm 1790.